# Elba Picó
Elba Rosa Picó de Navas, artísticamente conocida como Elba Picó (Buenos Aires, Argentina, 13 de febrero de 1942 - Barcelona, España, 12 de julio de 2013), fue una cantante de tango argentina, residente en Barcelona desde 1976.

## Trayectoria artística
Nacida en el barrio porteño La Paternal, desde temprana edad Elba Picó asiste a clases de danza, piano, canto y expresión corporal. Ya como cantante se interesa por las músicas de la tradición popular, especialmente por el folclore argentino, el tango es el género al que dedica principalmente su trayectoria artística.
Colabora en la Antología de las Canciones Folklóricas de la Argentina, para el Instituto Nacional de Musicología en 1969 y forma parte del Quinteto Clave, grupo vocal e instrumental dedicado a la música latinoamericana. Profesionalmente debuta en El viejo almacén, acompañada al piano por Carlos García en 1972 y en 1974 Héctor Stamponi la invita a integrar su conjunto, actúa con él en Caño 14 en 1974 y 1975. Es la voz del disco Romance y tango que graba Stamponi para Music Hall Argentina, 1975.
Viaja a España en 1973 y en una primera estancia breve en Barcelona se da a conocer en algunos locales y graba un LP: Cien años de tangos para Emi-Odeón. Realiza una gira por Brasil en 1976 con la orquesta de Atilio Stampone.  Desde 1976 se establece en Barcelona, allí forma junto a Jorge Sarraute y Esteban (Rabito) Vélez el grupo Tango a tres. Más adelante Rabito Vélez es reemplazado por el pianista argentino Martín Fernández con el que graba el disco  La última curda para el sello GBBS de Barcelona, en 1989. Disuelto el grupo, actúa acompañada por diferentes formaciones musicales.
En 1996 se reencuentra en Barcelona con Héctor Stamponi actuando en el local Los Tarantos. Canta en L'Auditori de la Caixa de Palma de Mallorca en 2000. Junto a Horacio Ferrer canta en el teatro Teatreneu de Barcelona: Ferrer & Picó, 2000.
En el Queen Elisabeth Hall de Londres en 2002 presenta el espectáculo Tangos de puerto a puerto y participa con sus tangos en el Fórum Universal de las Culturas de Barcelona en 2004. En el espectáculo inspirado en la obra de Jorge Luis Borges, realizado con música de Jorge Sarraute y la actuación del actor Jordi Dauder, Borges vs. Borges, en L'Auditori de Barcelona, en 2005 y en Aulacam de Alicante, en 2006.
Elba Picó participa en el festival de verano de Barcelona Festival Grec en tres ocasiones, la primera en 1995 con el espectáculo: Tangos de ida y vuelta, en 1999 junto al poeta Horacio Ferrer ofrece un espectáculo de música, canto y poesía: Horacio Ferrer & Elba Picó y en 2001 dentro del marco Buenos Aires al Grec presenta Elba Picó y Agrupación Nuevo Tango.
Participa en dos ocasiones en el Festival Latinoamericano de Utrecht, Holanda: en 1986 y en 1990 como integrante de Tango a Tres. También en el Festival de Tango de Granada 1994, canta acompañada por Barnatango y por el pianista de jazz Tete Montoliu que asiste al mismo como invitado especial. En Ordino (Andorra) en el festival de esa ciudad, es acompañada por el Quinteto Araca, 1996.
En el Mercat de Música Viva de Vic con la Agrupación Nuevo Tango, año 2001. Realiza giras por Holanda en los años 1986, 1990 y 2000, por Eslovenia en 1997, por Alemania en 1993 con músicos residentes en ese país y en 1998 y en 2000 con el espectáculo Tango pasión de vivir.
Además de registrar su voz en la Antología de las Canciones Folklóricas de la Argentina; en Cien Años de Tangos; en Romance y Tango y en La última curda graba el CD Quedémonos aquí, acompañada por el quinteto de Jorge Sarraute, para el sello Picap de Barcelona en el año 2002. En 2006, graba otro CD en Buenos Aires con Pablo Mainetti, editado por XL música (Batiendo Récords) en 2008.
Colabora en el CD Puente al sur de Gabriel Sivak (2004) y en el de Marcelo Mercadante: Suburbios del alma (2007). Es la voz del tema musical: Discepolín, de Aníbal Troilo y Homero Manzi, canta en el film de mediometraje Extravío (Las metáforas del tango), dirigido por Pep Oriol (2007);  y como María en la ópera María de Buenos Aires de Piazzolla y Ferrer, arreglada por Jorge Sarraute y dirigida por Pep Oriol, presentada en Cervera (Lérida) el 15 de marzo de 2008.
En directo ha cantado también junto a Horacio Fumero, Gustavo Battaglia, José Reinoso, Mayte Martín...Presentó en 2007 su CD Caricias de Mimí, recuerdos de Manon editado por XL música (Batiendo Récords) con arreglos y bandoneón de Pablo Mainetti.
Folcloreando fue el título del último espectáculo de Elba Picó que fue editado en disco en julio de 2013 por Discmedi, en el que la artista interpreta canciones rurales del folclore del norte argentino que no ha desaparecido del todo y que está muy presente en las memorias urbanas, fue grabado en directo en la sala Jamboree de Barcelona el 21 de junio del 2011, con Esteban Vélez a la guitarra, voz, arreglos y dirección musical y Pablo Cruz al bombo y la percusión. Con la colaboración especial de Mayte Martín en el tema Zamba para no morir y de Pablo Giménez (sikus y quena) en Viva Jujuy, disco que cierra su legado artístico.
La cantante puso finalmente su voz a la canción que da título al disco de Marcelo Mercadante y el Quinteto Porteño: Justamente, un tema en homenaje a las Madres de la Plaza de Mayo con letra de Pablo Marchetti. Su hija, Joana de Diego, es también cantante de jazz entre otros géneros y ha publicado el disco Lluny de les teulades (Sota la Palmera, 2013).
Elba Picó fallece en la ciudad de Barcelona el 12 de julio de 2013 a los 71 años.
El 13 de febrero de 2014 compañeros músicos que tocaron con ella durante su carrera  y amigos de profesión cantaron en un concierto en su homenaje en la Sala Luz de Gas de Barcelona y en el que estuvieron presentes Jorge Sarraute, Esteban Rabito Vélez, Horacio Fumero, Marcelo Mercadante, Martín Fernández, Fernando Ríos Palacios, Pablo Cruz, Carlos Padula, Gustavo Battaglia, Mario Mas y Gorka Benítez; con la participación especial de Mayte Martín, Paco Ibáñez, su hija Joana de Diego, Cristina Vilallonga, Carme Canela, Ana Rossi y Luisa Atauri: "Elba Picó en Memoria". En 2022 se publica en spotify y a modo de homenaje el disco En el recuerdo, con algunas de sus canciones.

## Discografía
- Cien años de tangos (1973).
- La última curda. Tango a tres con Jorge Sarraute y Rabito Vélez (1989).
- Quedémonos aquí. Quinteto Sarraute (2001).
- Caricias de Mimí, recuerdos de Manon (2007).
- Folcloreando (2013).

Colaboraciones discográficas:
- Las canciones folklóricas...Antología (1969).
- Romance y tango con Héctor Stamponi (1975).
- Festival Internacional de tango de Granada (1994).
- Todos se dan vuelta y miran (1999).
- Puente al sur con Gabriel Sivak (2004).
- Suburbios del alma con Marcelo Mercadante (2007).
- Justamente con Marcelo Mercadante y su Quinteto Porteño (2013).